# Marco Rosa Blanco
Marco Rosa Blanco (Sevilla, España, 30 de noviembre de 1995) conocido deportivamente como Marco Rosa es un futbolista español que juega como centrocampista. Actualmente forma parte del Lincoln Red Imps Football Club de la Primera División de Gibraltar.

## Trayectoria deportiva
Marco comenzó con la práctica del balompié desde temprana edad en clubes de fútbol base de Sevilla como AD Nervión, las categorías inferiores del Sevilla Fútbol Club, hasta recalar en 2010 en la cantera Real Betis Balompié donde pronto promocionó al primer equipo juvenil de División de Honor Juvenil de España. 
Con diecisiete años hizo su debut en categoría senior pasando a formar parte del conjunto filial, el Betis Deportivo Balompié, con el que fue campeón del grupo décimo de Tercera División de España consiguiendo además el ascenso a la Segunda División B de España.
En la temporada 2014/2015, aún en edad juvenil, firma su primer contrato profesional con el Real Betis Balompié compitiendo ahora con el filial bético en el grupo cuarto de la tercera categoría del fútbol español a nivel nacional disputando un total de treinta y un encuentros oficiales y finalizando la campaña en octava posición.
En enero de 2016 recaló en el CD San Roque de Lepe del mismo grupo de Segunda División B de España y en el siguiente curso, 2016/2017, firma por el CD Badajoz de Tercera División de España para en la recta final del mismo acabar en la SD Ejea con el que disputó el play off de ascenso a la categoría de bronce.
Fue en la 2017/2018 cuando ficha por una campaña en la SRC Peña Deportiva del grupo tercero de la Segunda División B de España para el curso siguiente entrar a las filas del Córdoba Club de Fútbol "B" de Tercera División de España.
En verano de 2019, Marco firma por el Europa FC de la Primera División de Gibraltar donde permaneció por dos temporadas. 
En su primera campaña en la máxima categoría del fútbol gibraltareño consiguió su primer título nacional al proclamarse campeón de la Copa Pepe Reyes más conocida como la Supercopa de Gibraltar al vencer por 0-1 al Lincoln Red Imps Football Club. También debutó en competición europea, Europa League, cayendo en primera ronda ante el Legia de Varsovia.
Además la Asociación de Fútbol de Gibraltar decidió que la temporada 2019-2020 de la Liga Nacional de Gibraltar se declarará nula y sin efecto a causa de la pandemia del covid-19, reconociendo que el Europa FC se encontraba en una posición favorable para conseguir el título de liga, ya que se encontraba en primer lugar, pero no podían declarar un campeón sin completar los partidos restantes.
En su segundo año en el Europa FC se proclama subcampeón de la de la Primera División de Gibraltar. Esa campaña además debuta en la EUFA Champions League quedando fuera en primera ronda tras caer ante el Estrella Roja de Belgrado de la Superliga de Serbia.
Con vistas a la temporada 2021/2022, Marco entra en las filas del Lincoln Red Imps FC de la Primera División de Gibraltar. Este curso lo comienza consiguiendo el subcampeonato en la Copa Pepe Reyes.
En la edición de ese año en la EUFA Champions League alcanza la segunda ronda, después llegar a la tercera en la UEFA Europa League y por último, en la nueva competición europea, UEFA Conference League, se clasifica para la fase de grupos, en concreto el grupo F.
El 30 de septiembre del 2021, en esa fase, Marco anotó un tanto ante el FC Copenhague que supuso el primer gol de la historia realizado por un equipo de Gibraltar en una fase final de una competición en Europa.

## Carrera deportiva

### Clubes
| Club                     | País      | Año               |
| ------------------------ | --------- | ----------------- |
| Betis Deportivo Balompié | España    | 2013 – 2015       |
| CD San Roque de Lepe     | España    | 2016              |
| CD Badajoz               | España    | 2016 – 2017       |
| SD Ejea                  | España    | 2017              |
| SRC Peña Deportiva       | España    | 2017 – 2018       |
| Córdoba CF "B"           | España    | 2018 – 2019       |
| Europa FC                | Gibraltar | 2019 – 2021       |
| Lincoln Red Imps FC      | Gibraltar | 2021 - Actualidad |

## Palmarés

### Títulos nacionales
| Título         | Club      | País      | Año  |
| -------------- | --------- | --------- | ---- |
| Pepe Reyes Cup | Europa FC | Gibraltar | 2019 |